# Devsthan
Devsthan – gaun wikas samiti w zachodniej części Nepalu w strefie Rapti w dystrykcie Salyan. Według nepalskiego spisu powszechnego z 2011 roku liczył on 1002 gospodarstwa domowe i 4785 mieszkańców (2550 kobiet i 2235 mężczyzn).